# Модринь-Колонія
Модринь-Колонія (пол. Modryń-Kolonia) — колонія у Польщі, у Люблінському воєводстві Грубешівського повіту, ґміни Мірче.
Після окупації Холмщини в 1919 р. польський уряд проводив польську колонізацію.
У селі збереглися рештки українського (греко-католицького, після 1875 р. — православного) цвинтаря.